# Philippe Guerrier
Pour les articles homonymes, voir Guerrier (homonymie).
Philippe Guerrier, duc de l'Avancé et comte de Mirebalais, né le 19 novembre 1757 à Grande-Rivière-du-Nord, Saint Domingue et mort le 15 avril 1845 à Saint-Marc, était un officier et général de carrière ayant participé à la guerre d'indépendance d'Haïti, qui est le quatrième président à vie du pays du 3 mai 1844 à sa mort.
Frère de Dessalines, il devient un fidèle soutien de son beau-frère Henri Christophe, lors de la scission d'Haïti en deux régimes, durant laquelle il est élevé au rang de duc lorsque ce dernier devient roi en 1811. Après la chute de la monarchie et une longue période d'exil, il profite de la révolution de 1843 pour revenir sur le devant de la scène. Il devint membre du gouvernement militaire. Au service du nouveau dictateur, Rivière Hérard, il le renverse en mai 1844 et le remplace comme président à vie le 3 mai 1844, à l'âge de 86 ans, devenant ainsi le plus vieux chef d'État au monde au moment de son arrivée au pouvoir. Il conserve le pouvoir jusqu'à sa mort le 15 avril 1845.
Lors de son entrée en fonction, il réussit à pacifier Haïti avec un programme de réconciliation nationale entre le Nord et le Sud. Son gouvernement établira le service postal même si les premiers timbres ne seront imprimés que sous le règne de Lysius Salomon. 
Sous son règne, Guerrier donne également la priorité à l'éducation par la création de deux lycées portant son nom, l'un aux Cayes (1845) et le second à Cap-Haïtien (1848) ainsi qu'en exprimant la volonté d'établir au moins une école primaire dans chaque commune, financée par les fonds publics.

## Carrière militaire
Né esclave sur la plantation d’Henri Duclos, Louis-Philippe Duclos est un fils de Marie-Élisabeth Montou, et un demi-frère de Jean-Jacques Duclos futur Jean-Jacques Dessalines. Affranchi dans les années 1780, Louis-Philippe, réputé par son courage et sa rage, prend comme nom celui de Guerrier, en référence au surnom de sa tante, la guerrière Victoria Montou. D'abord officier puis général de division de l'armée haïtienne, Guerrier finit par être un vétéran de la guerre de l'indépendance.
Noble du Royaume du Nord sous le règne du roi Henri Christophe, il reçoit les titres de duc de l'Avancé et de comte de Mirebalais. Après la chute de la monarchie, il s'exile en Jamaïque, puis en Louisiane. Il revient à Haïti sous un faux nom en 1840. Lors de la révolution de 1843 et la chute du dictateur Jean-Pierre Boyer, bien qu'il soit âgé, il retourne dans l'armée avec son grade de général et rejoint le nouveau gouvernement présidé par Charles Rivière Hérard.
Il finit par participer au coup d'État qui renverse Rivière Hérard et arrive à la tête du nouveau gouvernement et se fait proclamer président à vie.

## Président à vie

### Le nouveau chef de l'État

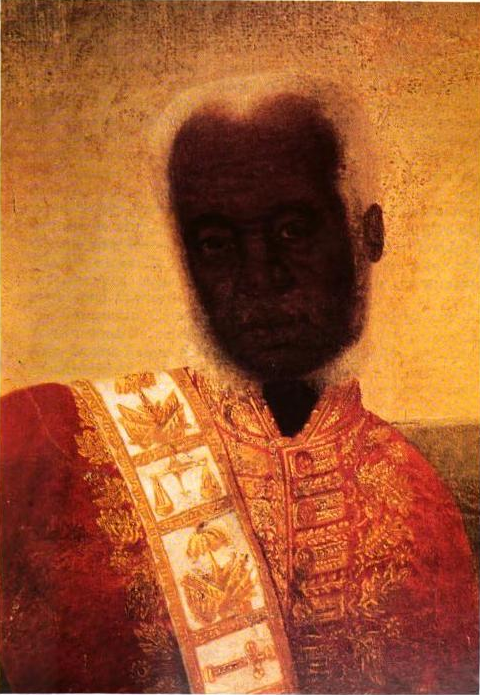
Portrait de Philippe Guerrier, publié par Thomas Madiou.

De la chute de Rivière Hérard à l'avènement de Faustin Soulouque et du Second Empire, une nouvelle politique se met en place appelée « politique de doublure ». Elle consistait à porter au pouvoir un homme fort, comme par exemple des généraux, des plus ignorants, pour que le gouvernement soit diriger en son nom par l'élite bourgeoise de la capitale dite « boyériste », en référence à la politique de Jean-Pierre Boyer.
Guerrier était un octogénaire remarquable par sa bravoure, doué d'un bon sens pratique qui le rendait conciliant, modéré par tempérament et adversaire des violences inutiles. Mais, avec l'âge, l'ancien commandant de Marmelade et duc de l'Avancé, avait l'habitude de boire immodérément et il était à peu près constamment ivre. Les boyéristes espéraient qu'il ne serait, entre leurs mains, qu'un comparse auquel ils feraient signer les ordres les plus graves pendant la semi-inconscience de l'ivresse.

### Soumission d'Acaau
L'accession de Guerrier au pouvoir suprême, le prestige de son nom et sa grande popularité dans l'armée procurèrent au pays un calme relatif. Le Nord, enthousiasmé ratifia le choix de Port-au-Prince. Dans le Sud, une délégation extraordinaire, composée du colonel Chardavoine, du capitaine André Thélémaque et du citoyen Étienne Salomon, désarma, par la persuasion et la distribution opportune de quelques fonctions militaires, les principaux ennemis du gouvernement. Le général Acaau seul parut hésiter, mais, abandonné par Jeannot Moline d'abord et Antoine Pierre, puis par Dugué Zamor et Augustin Cyprien, il se soumit. Installé par Salomon comme commandant de l'arrondissement des Cayes, Acaau afficha des velléités inquiétantes d'indépendance et il dut se rendre à la capitale pour comparaitre devant un conseil spécial militaire et, par ordre de Guerrier, résida en permanence à Saint-Marc.

### Conseil d'État
La Constitution de 1843 devint lettre morte et Guerrier se conduisit en dictateur, comme ses prédécesseurs. Il se fit assister d'un Conseil d'État de vingt-et-un membres, dont le premier président de séance fut Septimus Rameau. Aucune loi importante ne fut votée. Parmi les mesures administratives, il convient de noter l'établissement, grâce au ministre Jean de Paul, de la poste aux lettres mais également la création aux Cayes du Lycée Philippe Guerrier, et des encouragements aux vingt-quatre écoles de Port-au-Prince que fréquentaient neuf cent cinquante garçons et trois cent trente filles en 1845.

### Conspiration de Rivière Hérard

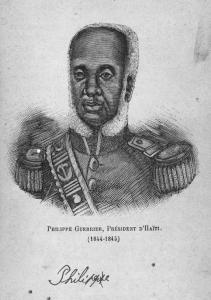
Gravure représentant Philippe Guerrier.

Les riviéristes regrettaient amèrement le pouvoir. Enhardis par la caducité de Guerrier, ces derniers supplièrent Rivière Hérard de rentrer, car, selon eux, tout était prêt pour une nouvelle révolution.
Hérard partit de Kingston le 29 mars 1845 à bord d'une goélette battant pavillon colombien. « Le peuple m'appelle » disait-il aux exilés qui partageaient son voyage. Il tenta de débarquer à Jacmel mais les autorités de la ville, ayant à leur tête le général Geffrard, s'apprêtèrent immédiatement à le repousser. À Tiburon, à l'Anse d'Ainault et à Jérémie, l'attitude fut la même. Devant cet échec, Hérard retourna en Jamaïque, mais pour en repartir aussitôt le 8 avril et débarquer à l'improviste à Grand-Gosier le 19 avril. Les pêcheurs de la localité s'armèrent et le contraignirent à se rembarquer en tout hâte. Profondément déçu, Hérard reprit tristement la route de l'exil.

### Derniers actes et mort
On procéda à de nombreuses arrestations à Jérémie, aux Cayes, à Léogâne et à Port-au-Prince. Le 12 avril 1845, un arrêté présidentiel mit tout le pays en état de siège, et institua des conseils spéciaux militaires pour juger les complices de Rivière Hérard. Mesure de rigueur dont Guerrier n'est point responsable car il ne savait plus ce qu'il signait. Usé par l'âge et la maladie (alcoolisme), il meurt trois jours plus-tard, le 15 avril. Ses funérailles solennelles furent célébrées à Saint-Marc, le 26 avril seulement, sous le règne du prince Pierrot, son successeur. On transporta ensuite ses restes le 2 mai 1845 au fort Lasource, voisin de la ville de Dessalines.

## Famille
Outre ses talents militaires, c'est aussi grâce à son mariage avec Marie Christophe, la sœur de Henri Christophe roi d'Haïti, que Guerrier est élevé au rang de duc de l'Avancé. Marie Christophe fut emmenée à Haïti par son frère peu de temps après qu'il s'y soit installé.
Du mariage entre Philippe et Marie naquit au moins un fils : Monseigneur le Prince Jean, duc du Port-Margat (création 1816), né le 17 octobre 1780 et mort le 18 octobre 1820, au moment de la révolution nordiste et de la chute de la monarchie. Par son oncle le roi, il lui fut accordé le titre de prince avec le traitement d'Altesse Royale à partir du 8 avril 1811. Titré Grand Amiral d'Haïti et Conseiller d'État, il est également décoré, tout comme son père, du Collier de l'Ordre de St Henry. Marié en premières noces en 1808 avec Dame Sarah, dite Madame la Princesse Jean, née Sarah Lassen, dame d'honneur de la reine Marie-Louise, il épouse en secondes noces en janvier 1814, Dame Marie-Augustine Eléonore, veuve du prince des Gonaïves, et fille du capitaine Bernard Chancy et de son épouse, Geneviève, née Affiba, et également nièce du général Toussaint Louverture. Le prince Jean et sa seconde épouse ont une fille : Henriette Almanjor Guerrier (1817-1856).